# Paul Giesler
Paul Giesler (15. června 1895, Siegen, Německé císařství – 8. května 1945, Bischofswiesen, Německo) byl člen NSDAP a v letech 1942 až 1945 ministerský předseda Bavorska.

## Život
Narodil se v Siegenu a vyučil se architektem. Roku 1914 se dobrovolně přihlásil do armády. Za statečnost byl vyznamenán Železným křížem I. a II. třídy. Ke konci války se vypracoval na poručíka.
Roku 1924 se stal členem NSDAP a SA. Během noci dlouhých nožů těsně unikl zatčení a smrti.
Na začátku druhé světové války sloužil v Polsku a Francii. Roku 1941 byl dosazen na doporučení Martina Bormanna vůdcem Vestfálska, a roku 1942 vůdce Hornomnichovské župy, kde nahradil Adolfa Wagnera. Po smrti Ludwiga Sieberta téhož roku se Giesler stal ministerským předsedou Bavorska.
V Bavorsku byl znám protesty proti vyššímu vzdělání pro ženy. Byl také znám odhalením a rozprášením protinacistické skupiny Bílá růže.
V roce 1945 s pomocí jednotek SS brutálně potlačil povstání skupiny Freiheitsaktion Bayern. Den před Hitlerovou sebevraždou roku 1945 se stal říšským ministrem vnitra, ačkoli o tuto funkci nikdy neusiloval.
Dne 8. května 1945, kdy Třetí říše kapitulovala, uprchl Giesler z Mnichova a směřoval k Berchtesgadenu. Po cestě však potkal americké vojáky, a aby ho nemohli dopadnout, vytáhl pistoli a spáchal sebevraždu.

## Vyznamenání
- Pruský železný kříž II. třídy
- Pruský železný kříž I. třídy